# SIM-Drive
SIM-Drive Corporation (シムドライブ) est une entreprise japonaise née en 2009 de l'Université Keiō de Tokyo, spécialisée dans la conception d'automobiles électriques. Elle est connue pour la Sim-Lei présentée au salon automobile de Tokyo 2011. 

## Activités
SIM-Drive, en partenariat avec l'université Keiō, développe et construit des véhicules électriques ; développe des moteurs électriques intégrés aux roues ; propose un partenariat Recherche & Développement aux entreprises intéressées par les véhicules électriques. La société propose également l'électrification de véhicules existants à partir de ses solutions électriques intégrées au train roulant, la plate-forme SIM-Drive, de deux roues motrices à huit roues motrices. 

## Automobiles
Alors que le fondateur et universitaire Hiroshi Shimizu s'était déjà fait connaître en 2004 avec l'Eliica, un véhicule électrique à huit roues, la petite société SIM-Drive a développé une automobile compatible avec les exigences du marché automobile : la SIM-Lei.
- Sim-Lei

Lei pour Leading Efficiency In-Wheel motor, ce véhicule 4 places doté des batteries de la Nissan LEAF (25 kWh) est capable de parcourir plus de 300 km avec une charge. Son coefficient de traînée de 0,19 lui confère en effet une consommation d'énergie réduite par rapport à la Nissan, 124 Wh/km contre 177 Wh/km. Quatre moteurs électriques de 65 kW chacun sont intégrés aux quatre roues, donnant une transmission intégrale et développant un couple de 700 N m. Elle efface ainsi le 0 à 100 km/h en 4,8 s. Développée en 2009, sa commercialisation est prévue pour 2013.